# Æscwine (Essex)
Æscwine (auch Æscvvine) († um 587) war möglicherweise von ca. 527 bis 587 der erste König des angelsächsischen Königreichs Essex. Ob er tatsächlich König war, ist ungesichert.
Über Æscwine gibt es keine Information aus zeitgenössischen Quellen. Sein Name wird erstmals in  einer Genealogie aus dem späten 9. Jahrhundert erwähnt, in der er als Vater Sleddas aufgeführt wird. Als sein Vater wird dort Offa genannt, über den sonst nichts bekannt ist. Er verheiratete seinen Sohn Sledda mit Ricola, einer Tochter von König Eormenric von Kent. Vermutlich stand Æscwine in einem Abhängigkeitsverhältnis zu Eormenric. Nach seinem Tod um 587 wurde Sledda sein Nachfolger.